# 黎恬
黎恬（1391年—1438年），字率性，一字潛輝，江西臨江府清江縣思賢鄉二都人，明朝政治人物。

## 生平
永樂十年（1412年）壬辰科進士。選陝西道監察御史，因同列上章力詆大臣，出為交趾南靈州知州。不久，黎利反明，黎恬北歸。內閣儒臣交薦其文學操行，升右春坊右諭德，入翰林院，與修《宣宗實錄》，充經筵講官，隨即乞歸。抵家得病。正統三年（1438年）卒。少師楊士奇讚其「在內為良御史，在外為良郡守」。

## 家族
曾祖黎用正，祖黎存珍，父黎宗恕，母鄒氏。